# 科赫尔报告

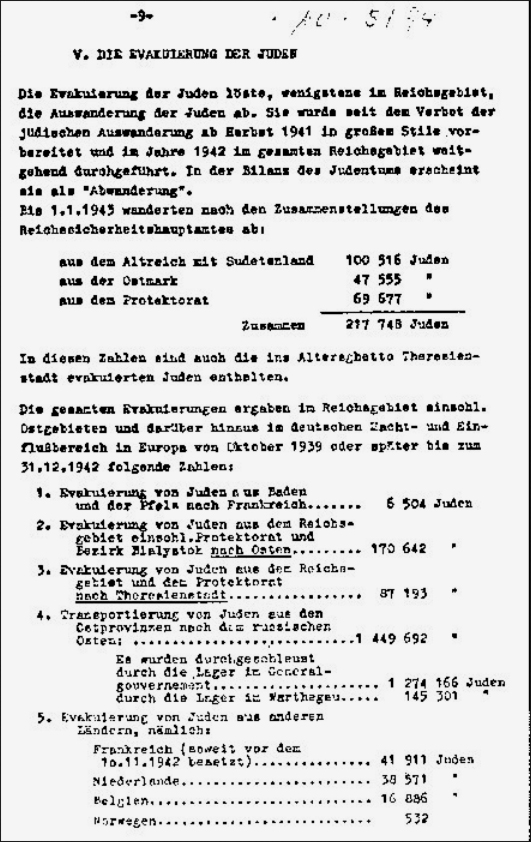
科赫尔报告

科赫尔报告（德語：Korherr-Bericht）是一份关于納粹德国屠殺犹太人的文件，篇幅为16页。1943年3月23日，党卫队统计局总监、专业统计学家理夏德·科赫尔博士（Dr Richard Korherr）将报告上交给海因里希·希姆莱，报告的正式标题是“犹太问题最终解决方案”（die Endlösung der Judenfrage）。受希姆莱委托，科赫尔计算出，从1937年至1942年12月，欧洲犹太人口减少了四百万人。从1939年10月至1942年12月31日（报告第九页提及），共有1274166名犹太人在波蘭總督府境内的各座集中营被“处理”；另有145301名犹太人在瓦尔特兰帝国大区境内的各座集中营被“处理”。